# Eurhadina fujina
Eurhadina fujina är en insektsart som beskrevs av Yang och Li 1991. Eurhadina fujina ingår i släktet Eurhadina och familjen dvärgstritar. Inga underarter finns listade i Catalogue of Life.